# Temporada da NBA de 1991–92
A Temporada da NBA de 1991–92 foi a 46.º temporada da National Basketball Association. O campeão foi o Chicago Bulls.